# The Other Guys
The Other Guys (bra: Os Outros Caras; prt: Agentes de Reserva) é um filme americano de 2010, do gênero comédia de ação, dirigido por Adam McKay, com roteiro dele e Chris Henchy.
O filme foi lançado nos Estados Unidos em 6 de agosto de 2010, com distribuição da Columbia Pictures, e estreou em primeiro lugar nas bilheterias do fim de semana no país, arrecadando 35,6 milhões de dólares.

## Sinopse
Em Nova Iorque, Allen Gamble (Will Ferrell) é um detetive que trata de assuntos internos e papeladas. Terry Hoitz (Mark Wahlberg) acaba se tornando seu parceiro após um incidente durante uma ação policial, o que o fez ser rebaixado. Ambos têm admiração por dois importantes detetives da cidade, P.K. Highsmith (Samuel L. Jackson) e Christopher Danson (Dwayne Johnson). Quando começam a investigar um grande roubo, eles percebem a oportunidade de seguir os passos de seus ídolos.

## Elenco
- Will Ferrell como  Detetive Allen Gamble

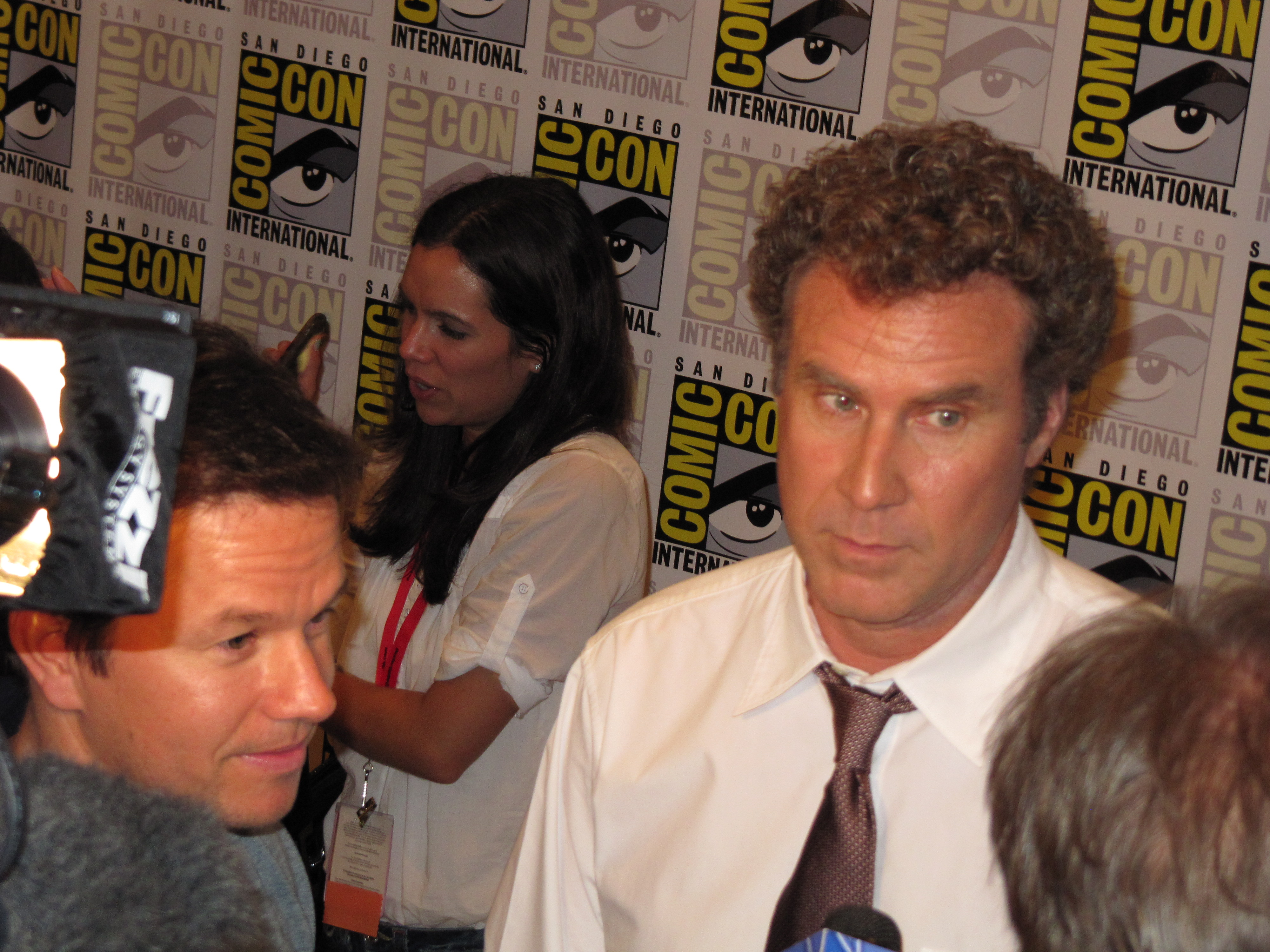
Mark Wahlberg e Will Ferrell promovendo The Other Guys no San Diego Comic-Con International, julho de 2010

- Mark Wahlberg como Detetive Terry Hoitz
- Michael Keaton como Capitão Gene Mauch
- Eva Mendes como Dra. Sheila Ramos Gamble
- Steve Coogan como David Ershon
- Ray Stevenson como Roger Wesley
- Samuel L. Jackson como Detetive P.K. Highsmith
- Dwayne Johnson como Detetive Christopher Danson
- Rob Riggle como Detetive Evan Martin
- Damon Wayans, Jr. como Detetive Fosse
- Zach Woods como Douglas
- Lindsay Sloane como Francine
- Rob Huebel como Oficial Watts
- Bobby Cannavale como Jimmy
- Anne Heche como Pamela Boardman
- Andrew Buckley como Don Beaman
- Oliver Wood como Capitão Salty

## Produção
A ideia dos dois Will Ferrell e Mark Wahlberg trabalharem juntos surgiu durante a cerimônia do Oscar 2007, quando Ferrell esculachava todos os atores mas tratava Wahlberg de maneira muito carinhosa e educada. No cartaz do filme, Mark Wahlberg e Will Ferrell usam um distintivo com o mesmo número. O personagem Allen Gamble, interpretado por Will Ferrell, tem em sua mesa uma gravação de "Theme from "S.W.A.T."". a música tema da série de televisão S.W.A.T.. O papel do detetive Highsmith, que ficou com Samuel L. Jackson, foi escrito para ser interpretado pelo ator Michael Chiklis. Ele recusou devido ao pouco tempo em que tinha terminado sua participação em The Shield.

## Recepção

### Bilheteria
Em seu primeiro dia de lançamento, The Other Guys arrecadou 13,2 milhões de dólares nos Estados Unidos, valor que chegou aos US$35,6 milhões ao longo do fim de semana, colocando-o na primeira posição nas bilheterias entre 6 e 8 de agosto de 2010. Até 17 de outubro de 2010, havia arrecadado US$151,9 milhões.

### Crítica
O filme recebeu resenhas geralmente positivas dos críticos de cinema. O Metacritic calculou uma média de 64/100, baseado em 35 críticas recolhidas. Por comparação, o Rotten Tomatoes calculou uma média de 77% de aprovação, com uma média ponderada de 6.7/10, baseado em 175 críticas recolhidas, das quais 134 foram consideradas positivas e 41 negativas. Segundo o site, o consenso é que "embora não seja a melhor colaboração entre Will Ferrell e Adam McKay, The Other Guys entrega explosões de comédia durante um verão amplamente desprovido de risos".

## Sequência
Na edição de DVD estendida, o filme termina com uma segunda aparição por Jeter, disfarçado de mendigo, que entrega a Terry e Allen uma pasta de manilla contendo detalhes sobre "seu próximo caso", proporcionando um estabelecimento para uma sequência. Diretor Adam McKay declarou em uma entrevista na MTV que, se o filme fizer um bom trabalho no bilheteria e uma base de fãs crescer, em seguida, uma continuação poderia ser possível.